# Leonid Anatoljewitsch Trutnew
Leonid Anatoljewitsch Trutnew (russisch Леонид Анатольевич Трутнев; * 17. Februar 1951 in Tula; † 22. Juni 1995 in Moskau) war ein sowjetischer Schauspieler.

## Biografie
Trutnew war Absolvent des Staatlichen All-Unions-Instituts für Kinematographie und gab 1970 im Kriegsdrama Был месяц май (Byl mesjaz mai) sein Filmdebüt. Er war bis 1990 beim Gorki-Studio angestellt und spielte in 35 Werken, darunter zwei deutsch-sowjetischen Koproduktionen. Auch in Projekten des Mosfilmstudios war der dunkelblonde Mime zu sehen. Außerdem sprach er Rollen für andere Darsteller ein. Im postsowjetischen Russland trat Trutnew nicht mehr als Schauspieler in Erscheinung.
Sein Grab befindet sich auf dem Friedhof Красная горка (Krasnaja gorka) in Podolsk.

## Filmografie (Auswahl)
- 1972: Anthrazit
- 1979: Herbstglocken (Ossennije kolokola)
- 1980: Der Detektiv (Syschtschik)
- 1980: Piraten des 20. Jahrhunderts (Piraty XX weka)
- 1980: Karl Marx – Die jungen Jahre
- 1981: Lenin in Paris (Lenin w Parische)
- 1981: Schnellzug Nr. 34 (34-i skory)
- 1983: Aufklärer im Einsatz (Schjol tschetwjorty god woiny)
- 1983: Das Ufer
- 1983: Krumme Touren (Is schisn natschalnika ugolownogo rosyska)